# مورچه ولنتاین بوگوجاولنسکی
مورچه ولنتاین بوگوجاولنسکی (نام علمی: Crematogaster bogojawlenskii) نام یک گونه از سرده مورچه ولنتاین است. این گونه در ایران یافت می شود.